# Palazzo Sardagna
Palazzo Sardagna è un edificio monumentale barocco in via Calepina, all'angolo con via Roccabruna, a Trento. Risale al XVI secolo.

## Storia
La costruzione del palazzo si colloca nel XVI secolo che in Trentino corrisponde al periodo nel quale fu determinante l'influenza del principe vescovo Bernardo Clesio. Mancano fonti certe relative alla committenza ed all'anno preciso di apertura della fabbrica mentre è sicuro che tra il 1535 e il 1540 la struttura era già stata eretta perché in tale momento Marcello Fogolino affrescò due sale del piano terreno.

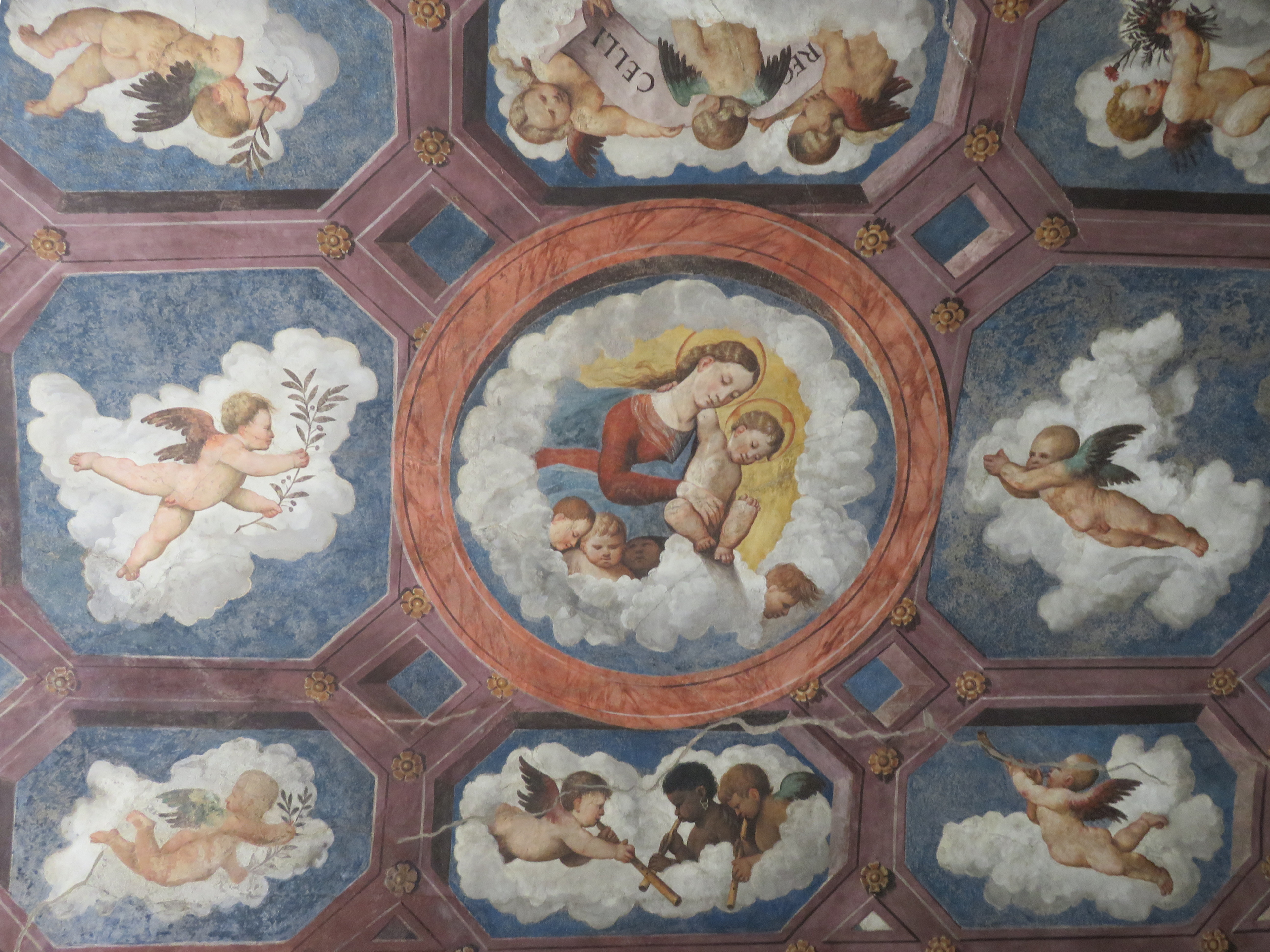
Particolare del soffitto di stanza al pianterreno. Affreschi di Marcello Fogolino.

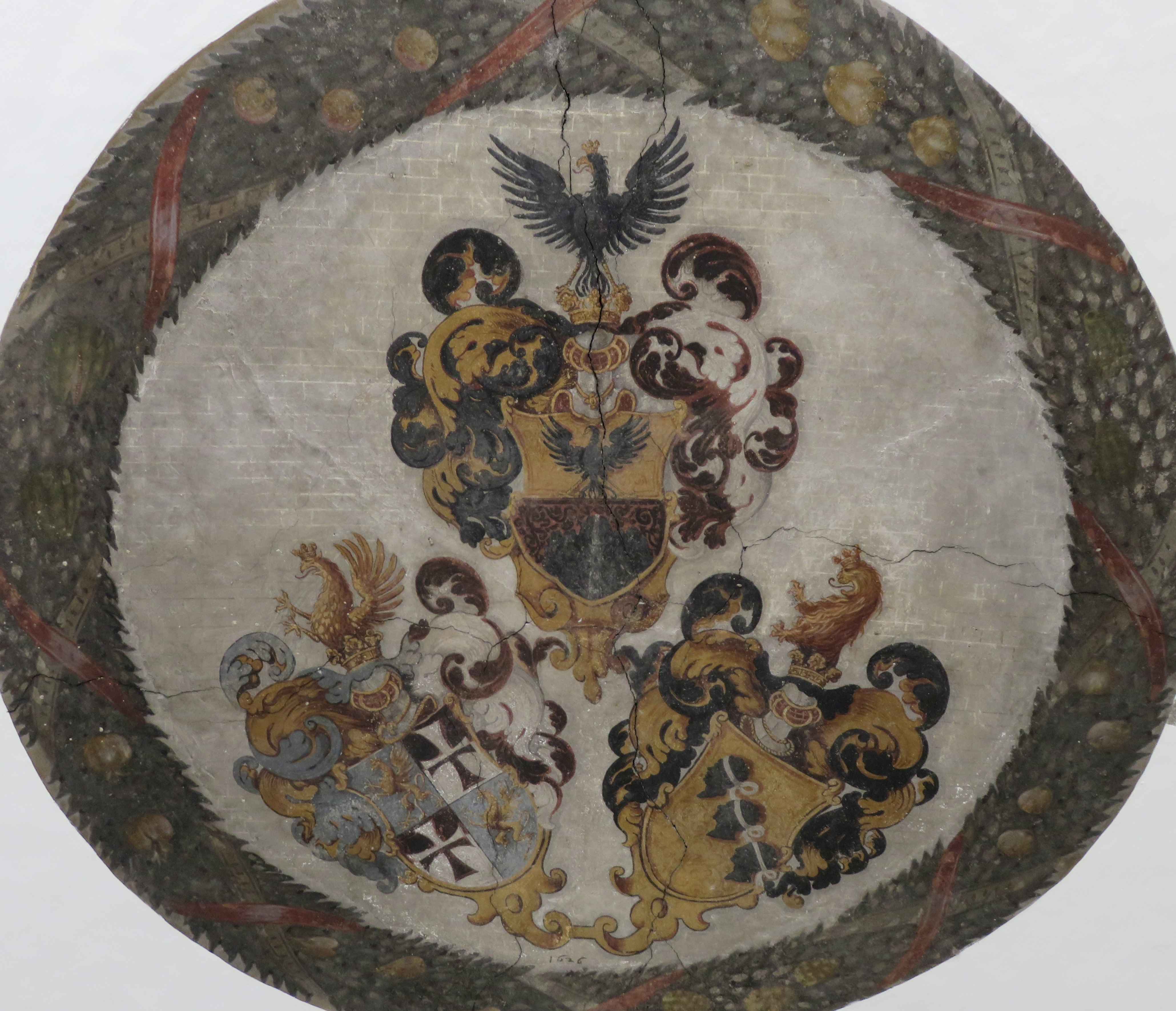
Stemma gentilizio sulla volta dell'androne d'ingresso.

L'aspetto che ci è pervenuto è stato ottenuto con modifiche al prospetto principale realizzate nel XVII secolo e in quel periodo vennero uniti diversi corpi di fabbrica preesistenti ottenendo un insieme armonico con le due facciate esterne e il cortile interno, caratterizzato da scale e loggiati. Nel secolo successivo vennero inseriti gli elementi decorativi rappresentati da tre putti che reggono lo stemma gentilizio sul balcone che sovrasta il monumentale portale. Ai lati di questo portale due grandi telamoni opera di Cristoforo Benedetti, della nota famiglia di scultori di Castione.

## Utilizzo
Il palazzo divenne sede del Museo tridentino di scienze naturali nel 1975, quando era direttore Gino Tomasi. I lavori per sistemare le sale espositive durarono vari anni e le nuove sistemazioni delle collezioni naturalistiche furono aperte al pubblico solo nel 1981. Rimase utilizzato in tal modo con successivi adeguamenti per oltre un trentennio sino al 2013, mentre intanto veniva costruita la nuova sede progettata da Renzo Piano accanto al palazzo delle Albere.
Quando venne inaugurato il MUSE nel quartiere delle Albere l'edificio fu sottoposto a notevoli lavori di adeguamento alle norme e di sistemazione degli spazi per la sua nuova destinazione. Divenne sede principale dell'Università degli Studi di Trento ospitando gli uffici del Rettorato dal 2014.

## Descrizione
Palazzo Sardagna, sede degli uffici del Rettorato dell'Università di Trento, è uno dei palazzi più rappresentativi del primo barocco trentino. Le due facciate a nord e ad est sono monumentali, e il portale principale è imponente. Strutturato su quattro piani e con una parte interrata racchiude una corte di grandi dimensioni. Varcato il portale di accesso la volta dell'androne è decorata da stemmi araldici e sul lato orientale si trovano le piccole sale con i soffitti affrescati da Fogolino.